# Sutamarchán (ort)
Sutamarchán är en ort i Colombia.   Den ligger i departementet Boyacá, i den centrala delen av landet, 120 km norr om huvudstaden Bogotá. Sutamarchán ligger 2 085 meter över havet och antalet invånare är 1 432.
Terrängen runt Sutamarchán är kuperad åt sydost, men åt nordväst är den bergig. Runt Sutamarchán är det ganska tätbefolkat, med 75 invånare per kvadratkilometer. Närmaste större samhälle är Villa de Leyva, 6,5 km nordost om Sutamarchán. Trakten runt Sutamarchán består i huvudsak av gräsmarker.